# Pterodroma
Pterodroma là một chi chim trong họ Procellariidae.

## Các loài
- Pterodroma alba
- Pterodroma arminjoniana
- Pterodroma atrata
- Pterodroma axillaris
- Pterodroma baraui
- Pterodroma cahow
- Pterodroma cervicalis
- Pterodroma cookii
- Pterodroma defilippiana
- Pterodroma externa
- Pterodroma feae
- Pterodroma hasitata
- Pterodroma hypoleuca
- Pterodroma incerta
- Pterodroma inexpectata
- Pterodroma lessonii
- Pterodroma leucoptera
- Pterodroma longirostris
- Pterodroma macroptera
- Pterodroma madeira
- Pterodroma magentae
- Pterodroma mollis
- Pterodroma neglecta
- Pterodroma nigripennis
- Pterodroma occulta
- Pterodroma phaeopygia
- Pterodroma pycrofti
- Pterodroma sandwichensis
- Pterodroma solandri
- Pterodroma ultima